# Stefan Buszczyński
Stefan Buszczyński (ur. 26 grudnia 1821 w Mołodkowicach na Podolu, zm. 20 października 1892 w Krakowie) – polski publicysta i pisarz polityczny, powstaniec.

## Życiorys
Pochodził z rodziny szlacheckiej. Ukończył studia humanistyczne na Uniwersytecie Kijowskim. Od 1845 prowadził swoje dobra ziemskie. Debiutował w „Athenaeum” w 1848. Przyjaźnił się z Apollonem Korzeniowskim. W powstaniu styczniowym 1863 był organizatorem i naczelnikiem powiatu mohylewskiego. 
Zaoczny wyrok kary śmierci za udział zmusił go do emigracji. Przebywał w Szwajcarii, Niemczech, Francji. W Paryżu był członkiem Towarzystwa Historyczno-Literackiego i zarządzał fundacją raperswilską (od 1867), Towarzystwem Naukowym Krakowskim (od 1869) i Akademią Umiejętności (od 1872). Do kraju, do Lwowa powrócił w 1878, a od 1887 roku zamieszkał w Krakowie. Starał się o docenturę na Uniwersytecie Jagiellońskim, jednak kandydaturę zablokowały środowiska konserwatywne (zwłaszcza Józefa Szujskiego). Publikował w pismach takich jak „Kraj”, „Nowa Reforma”, „Ruch Literacki”. Utrzymywał bliskie kontakty z Polonią amerykańską. Był członkiem Ligi Polskiej.
W młodości związany ze środowiskami radykalnymi, w późniejszym wieku przeszedł na pozycje bardziej zachowawcze, nie wierząc w powodzenie czynu zbrojnego (broszura Cierpliwość czy rewolucja, Paryż, 1862). Jego patriotyczne i demokratyczne poglądy znajdowały odbicie w jego utworach literackich. Do najważniejszych dzieł Buszczyńskiego należało La decadence de l’Europe (1867), którego czytelnikami byli m.in. Napoleon III, Jules Michelet i Wiktor Hugo. W dziele tym opisał szczegółowo wizję przyszłej zjednoczonej Europy, z parlamentem w Brukseli.

## Dzieła
- Podole, Wołyń i Ukraina. Prawa korony polskiej do tych krajów (1862)[6]
- La decadence de l’Europe (Paryż, 1867)[7]
- Rany Europy. Statystyczne fakta etnograficznemi i historycznemi notami objaśnione (pierwodruk po niemiecku jako Die Wunden Europa’s, 1875)
- Ameryka i Europa. Studium historyczne i finansowe z krytycznym na sprawy społeczne poglądem (1876)
- Rękopis z przyszłego wieku: fantazya społeczna z r. 1881 (także Rękopis XX wieku po Chrystusie[potrzebny przypis]; 1881, wydana w Krakowie, 1918)[8]
- Znaczenie dziejów Polski i walki o niepodległość (1882)[9]
- Obrona spotwarzonego narodu (1884-1894)[10][11][12][13]
- Pieśni Antoniego Szaszkiewicza wraz z jego życiorysem, Kraków 1890

## Bibliografia

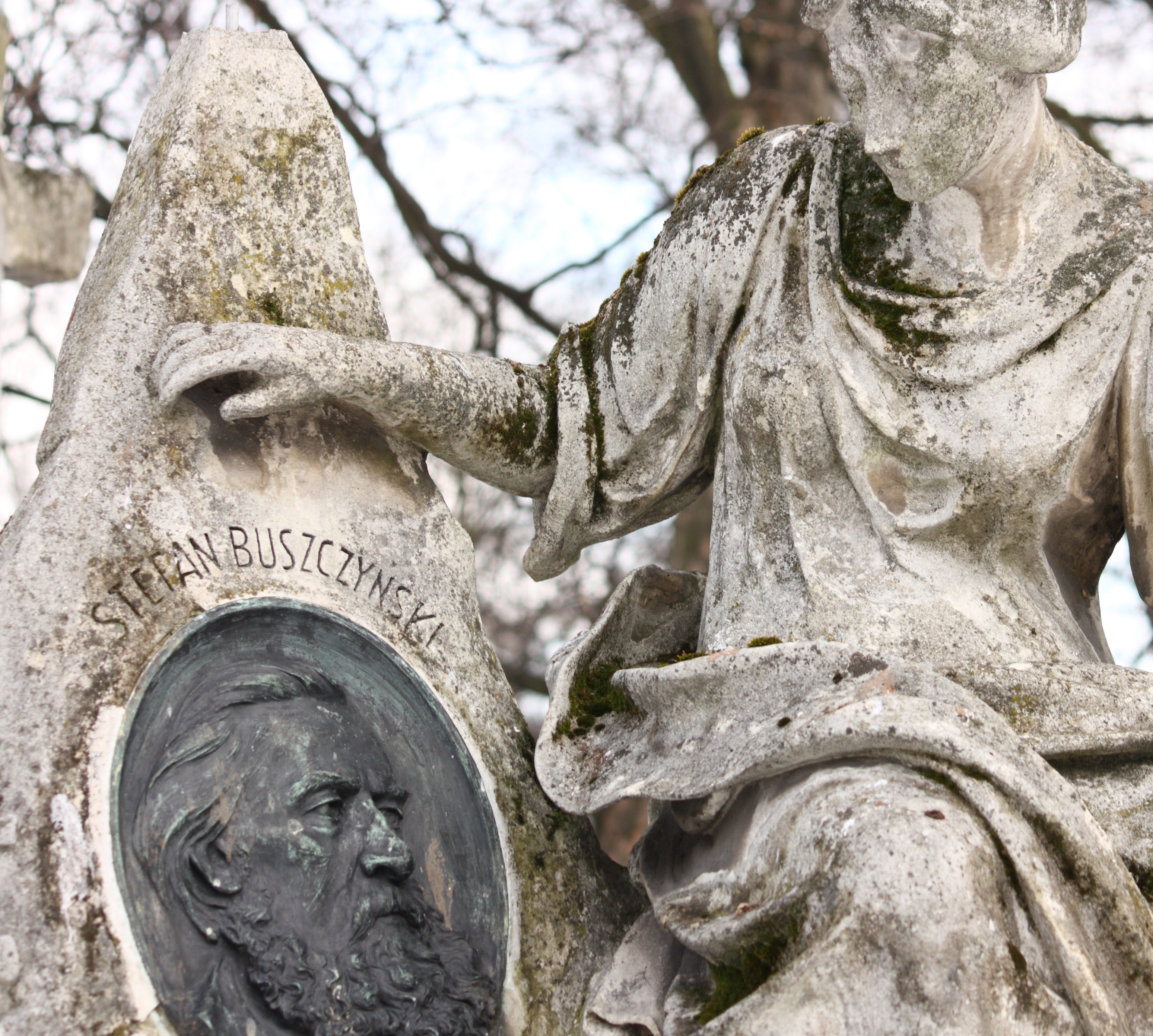
Fragment nagrobka Buszczyńskiego na cmentarzu Rakowickim w Krakowie

## Literatura dodatkowa
- Maria Dynowska: Buszczyński Stefan. W: Polski Słownik Biograficzny. T. 3: Brożek Jan – Chwalczewski Franciszek. Kraków: Polska Akademia Umiejętności – Skład Główny w Księgarniach Gebethnera i Wolffa, 1937, s. 147–149. Reprint: Zakład Narodowy im. Ossolińskich, Kraków 1989, ISBN 83-04-03291-0